# 자바 프로세서
자바 프로세서(Java Processor)는 자바 가상 머신을 하드웨어로 구현한 것으로 자바 바이트코드 자체를 기계어로 해석하고 실행하는 비메모리 칩이다. 하지만 하드웨어로 직접 구현하기에는 복잡한 자바 가상 기계의 특성 상 100% 하드웨어로 동작하는 경우는 없으며 해당 자바 프로세서에 맞게 수정된 자바 가상 머신 내지 소프트웨어 모듈의 도움이 필요하다.

## 구현
현재까지 구현된 자바 프로세서로는 다음이 있다.
- 피코자바(picoJava): 구 썬 마이크로시스템즈에 의해 개발된 최초의 자바 프로세서로 실제 제품에 사용되지 못했으며 현재 단종되었다.
- aJile사의 aJ100[1](단종), aJ102[2], aj200[3]
- Jazelle: Jazelle DBX (Direct Bytecode eXecution)은 ARM 프로세서의 확장으로 하드웨어에서 자바 바이트코드를 직접 읽어서 실행한다.
- Imsys사의 Cjip[4], IM3910[5]: 자바 바이트코드를 직접 실행할 수 있는 네트워크 프로세서 제품

## 같이 보기
- 자바 카드